# Société internationale d'énergie des Grands Lacs
La Société Internationale d’Électricité des Pays des Grands Lacs (SINELAC) est un organisme spécialisé dans l'exploitation et la distribution de l'énergie de la Communauté économique des pays des Grands Lacs (CEPGL).
Créé en 1983, est une société de droit international public ayant un caractère commercial. Son siège social est établi à Bukavu en République Démocratique du Congo.

## Histoire
Après la création de la Communauté économique des Pays des Grands Lacs les chefs d’Etats du ZaïreMobutu Sese Seko, du Rwanda , Juvénal Habyarimana  et du Burundi, Jean-Baptiste Bagaza conviennent de mettre en place des organismes spécialisés, en vue d’accompagner des projets communs des 3 pays. Ainsi est créée en 1989 la Société Internationale pour l'Électricité des Grands Lacs (SINELAC), avec son siège à Bukavu (RDC), en vue de l'exploitation de la centrale hydro-électrique communautaire de la RUZIZI II, ainsi que de la commercialisation de l'énergie produite dans les trois pays membres, par le biais de leurs sociétés nationales de l'électricité : la Société Nationale de l'Électricité ( SNEL, pour le Zaïre), la REGIDESO pour le Burundi et ELECTROGAZ pour le Rwanda.

## Liste des pays membres
- Burundi
- République démocratique du Congo
- Rwanda

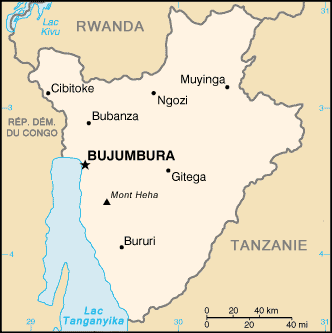
Carte du Burundi.
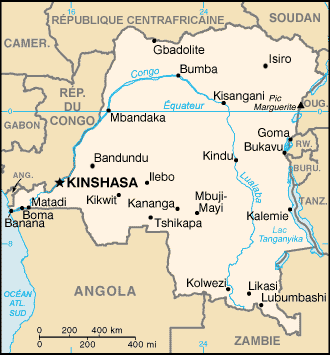
Carte de la République démocratique du Congo.
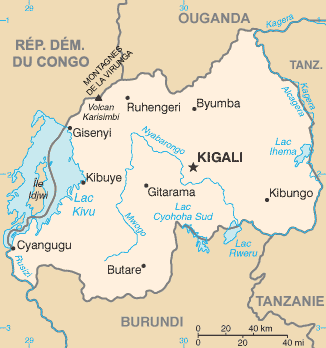
Carte du Rwanda.

## Directoire
Société de droit international public ayant un caractère commercial créé en 1983, sa  gouvernance comprend:
- L’Assemblée Générale composée par trois ministres en charge de l’énergie dans les trois pays membres de la CEPGL;
- Le Conseil d’Administration qui comprend six administrateurs, soit deux administrateurs représentants chacun des trois pays membres;
- Le Collège des Commissaires aux Comptes composé de trois membres nommés par trois pays membres ; et
- Le Comité de Direction composé de trois membres: un Directeur Général,un Directeur Administratif et Financier ainsi qu’un Directeur Technique[2].

## Missions

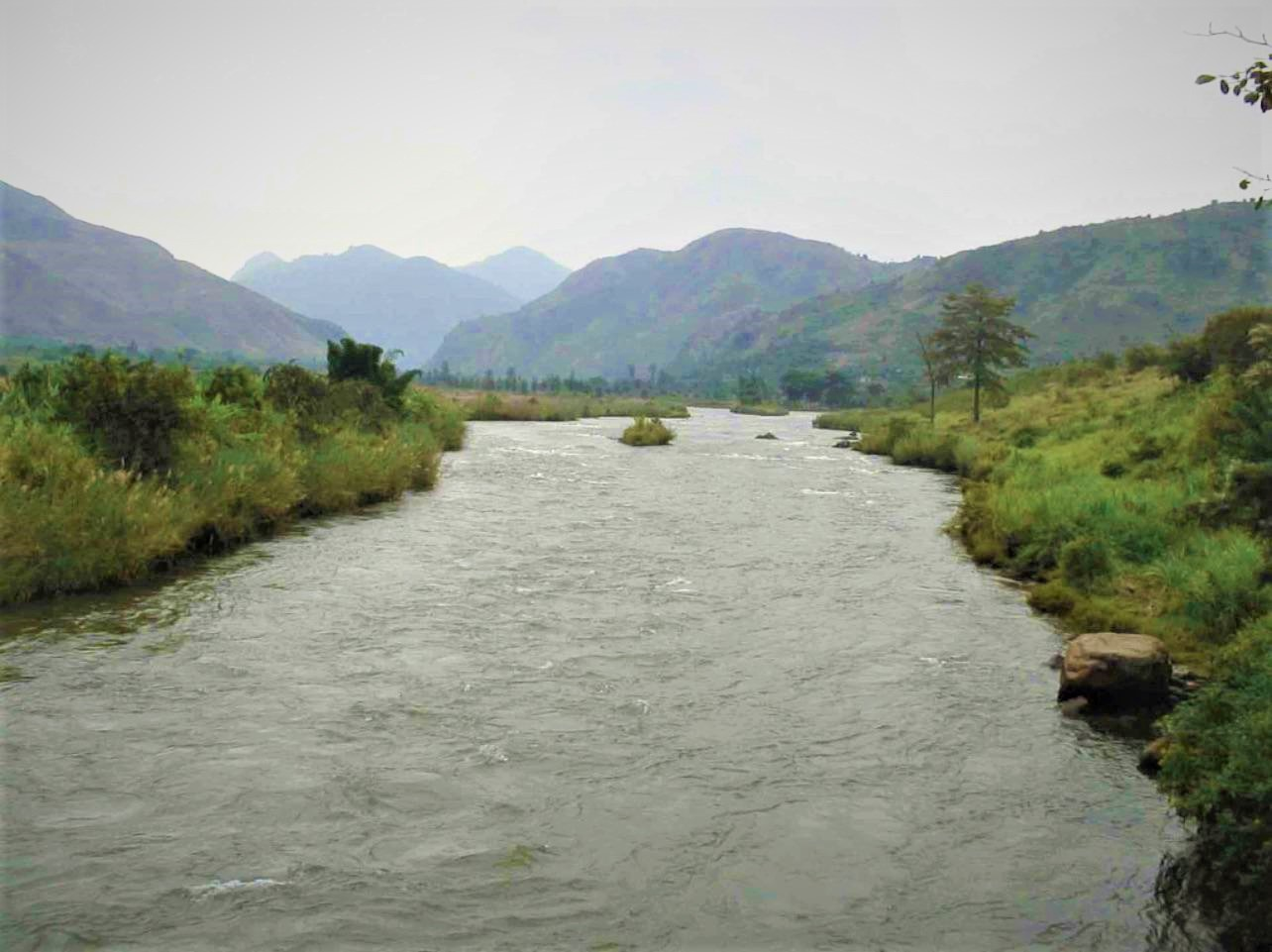
La rivière Ruzizi.

La SINELAC joue un rôle important dans la fourniture d’énergie électrique à la région des Grands Lacs et contribue  au développement économique et à l’intégration régionale.

Elle a pour mission :
- L’exploitation de la Centrale Hydroélectrique RUZIZI II[3].
- La commercialisation de l’énergie électrique aux Sociétés Nationales d’Électricité (SNE)[4],[2].

La Centrale Hydroélectrique Ruzizi II est installée sur la rivière Rusizi, à cheval entre le Rwanda et la RDC. Elle contribue à la réduction du déficit énergétique au niveau des trois pays susmentionnés et à l’intégration économique de la région des Grands Lacs. Le poste de dispatching de la SINELAC se trouve à Mururu au Rwanda, où l’énergie produite par la centrale RUZIZI II est répartie entre les SNE,.
La production d’énergie à partir de la Centrale Ruzizi II a été de 201 130 MWh en 2022, et l’énergie distribuée aux SNE à partir du poste Mururu II au cours de la même année a atteint 196 532,26 MWh.

## Institutions de la CEPGL
- Banque de développement des États des Grands Lacs (BDEGL)
- Institut de recherches agronomique et zootechnique (IRAZ)
- Communauté économique des pays des Grands Lacs (CEPGL)
- Énergie des Grands Lacs (EGL)